# Свети Илия (Рякия)
Вижте пояснителната страница за други значения на Свети Илия.
„Свети Илия“ (на гръцки: Προφήτη Hλία Ρυάκιας) е православна църква в село Рякия (Радяни), Егейска Македония, Гърция, част от Китроската, Катеринска и Платамонска епархия. Църквата е от XIX век.
В църквата има три неподписани икони от началото на 1860-те години, дело на Кулакийската школа, които са близки до произведенията на Митакос Хадзистаматис.